# Большая Остроумовская улица
Больша́я Остроу́мовская у́лица (до 12 августа 1924 года — Больша́я Бахру́шинская у́лица) — улица, расположенная в Восточном административном округе города Москвы на территории района Сокольники.

## История
Первоначально улица называлась Больша́я Бахру́шинская у́лица по находившейся здесь больнице, построенной в 1880-х годах предпринимателями и меценатами братьями П. А. и В. А. Бахрушиными и получившей их имя. В 1922 году больница была переименована в память о враче-терапевте А. А. Остроумове (1844—1908), а 12 августа 1924 года улица получила современное название.

## Расположение
Большая Остроумовская улица проходит от 1-го Полевого переулка на северо-восток, к ней примыкают Охотничья улица с северо-запада и далее Малая Остроумовская улица с юго-востока, Большая Остроумовская улица поворачивает на север и затем на северо-восток и проходит до улицы Короленко. Нумерация домов начинается от 1-го Полевого переулка.

## Примечательные здания и сооружения
По нечётной стороне:
По чётной стороне:
- № 12 — медицинское училище № 21.
- № 12, к. 1 — ночлежка «Интересная женщина. Мама, но не моя».

## Транспорт

### Наземный транспорт
По Большой Остроумовской улице не проходят маршруты наземного общественного транспорта. Южнее улицы, на улице Стромынке, расположены остановка «Бабаевская улица» автобусов № т14, т32, т41, 78, 265, 716, трамваев № 4л, 4пр, 7, 13, остановка «Социальный университет» автобусов № т14, т32, т41, 78, 265, 716, остановка «Малая Остроумовская улица» трамваев № 4л, 4пр, 7, 13, севернее — остановки «Охотничья улица» и «Улица Короленко» автобусов № 75, 239 (на улице Олений Вал и Богородском шоссе), трамваев № 4л, 4пр, 25 (на улице Олений Вал).

### Метро
- Станции метро «Сокольники» Сокольнической линии и «Сокольники» Большой кольцевой линии (соединены переходом) — юго-западнее улицы, на Сокольнической площади.